# Adalberts Bubenko
Adalberts Bubenko (* 16. Januar 1910 in Mõisaküla, Gouvernement Livland; † 7. Juli 1983 in Toronto, Kanada) war ein lettischer Geher.
Beim 50-km-Gehen der Olympischen Spiele 1936 in Berlin gewann er mit seiner persönlichen Bestleistung von 4:32:42,2 h die Bronzemedaille hinter dem Briten Harold Whitlock, der mit 4:30:41,4 h einen Weltrekord aufstellte, und dem Schweizer Arthur Tell Schwab (4:32:09,2 h).